# ابلی علیا
ابلی علیا یک روستا در ایران است که در دهستان سنجبد غربی واقع شده‌است. ابلی علیا ۵۸ نفر جمعیت دارد.